# Lasioglossum equinum
Lasioglossum equinum är en biart som beskrevs av Ebmer 1978. Lasioglossum equinum ingår i släktet smalbin, och familjen vägbin. Inga underarter finns listade i Catalogue of Life.